# Sân vận động Charles de Gaulle
Sân vận động Charles de Gaulle (tiếng Pháp: Stade Charles de Gaulle) là một sân vận động đa năng ở Porto-Novo, Bénin. Sân được đặt theo tên của Charles de Gaulle. Sân hiện được sử dụng chủ yếu cho các trận đấu bóng đá và được sử dụng làm sân nhà của AS Dragons FC de l'Ouémé, Aiglons FC. Sân vận động có sức chứa 15.000 người.